# Mister Twist
EPs par Tony Sheridan
Ya Ya
(1962)
EPs par The Beatles
Twist and Shout
(1963)
Éditions françaises inédites des Beatles
Ain't She Sweet
(1964)
Mister Twist est un super 45 tours (extended play en anglais) du guitariste et chanteur britannique Tony Sheridan enregistré à Hambourg (Allemagne de l'Ouest) et publié en France en janvier 1962 sur l'étiquette Polydor. Les musiciens qui l'accompagnent sont du groupe rock britannique The Beatles, à ce moment encore inconnu du grand public. D'ailleurs, l'instrumental Cry for a Shadow, écrit par George Harrison et John Lennon, est joué uniquement par le quatuor de Liverpool; ce qui en fait la première publication d'une chanson originale du groupe.

## Historique
En 1961, le chef d'orchestre et producteur allemand, Bert Kaempfert, invite Tony Sheridan et les Beatles (avec Pete Best comme batteur), de passage à Hambourg, à enregistrer quelques chansons. Les chansons traditionnelles My Bonnie Lies over the Ocean et When the Saints Go Marching In, le standard Nobody's Child, la chanson blues Take Out Some Insurance On Me Baby et la composition de Sheridan intitulée Why sont interprétées par les Beatles accompagnant le chanteur, en plus de deux titres où Sheridan n’apparaît pas, Beatle Bop, une composition originale du groupe, et le standard Ain't She Sweet chanté par John Lennon.
My Bonnie (avec l'introduction lente chantée en allemand) couplée à The Saints sont publiées en 45 tours en Allemagne de l'Ouest le 23 octobre 1961 crédité à « Tony Sheridan and the Beat Brothers ». Les autres chansons restent dans les cartons jusqu'en 1964 au moment où les Beatles sont connus mondialement. Par contre, comme le format du 45 tours à deux chansons n'est pas très populaire en France, Polydor édite celui-ci en super 45 tours, augmenté de Why et Cry for a Shadow (le nouveau titre de Beatle Bop), cette dernière créditée à G. Harrisson [sic] - J. Lennon. C'est la première publication d'un titre écrit et joué par les Beatles, neuf mois avant le single Love Me Do. On préfère placer When the Saints en ouverture au lieu de My Bonnie. Cette dernière chanson possède son introduction chantée en Allemand. Bien que ces enregistrements « beat » n'ont rien à voir avec la vague « twist » qui sévissait en occident, le titre du disque est une stratégie de marketing qui tente d'en profiter. La date exacte de publication est inconnue mais ce disque est officiellement remis à la Bibliothèque nationale de France le 26 janvier 1962.
Sur la photo de couverture on voit Sheridan, tenant sa guitare, assis sur une auto tamponneuse décorée de drapeaux français, prise par Astrid Kirchherr à l'automne 1961 à la foire du Herbst Dom au Heiligengeistfeld (en) (« Champ du Saint-Esprit »),,. Ce disque n'est crédité qu'à Tony Sheridan; le nom des Beatles ou des Beat Brothers n'est inscrit ni sur la pochette ni sur l'étiquette. Cet E.P. sera réédité en France fin février 1964, en plein cœur de la « Beatlemanie », crédité simplement aux Beatles. La pochette de cette nouvelle édition française orne une photo du groupe (avec Ringo Starr bien qu'il n'y joue pas) sautant à la Place du Trocadéro, devant la Tour Eiffel, prise lors d'une journée brumeuse en janvier pendant leur séjour à Paris pour leur passage à l'Olympia. Une troisième édition est sortie quelques mois plus tard, arborant une photo par Jean-Pierre Leloir affichant des microphones derrière des pompons noirs représentant les têtes des Fab Four. On imagine que Odeon, le label français des Beatles, a proscrit Polydor d'utiliser l'image du groupe,,.
Le 12 juillet 1963, le même jour que la mise en marché de Twist and Shout, le premier E.P. officiel des Beatles , Polydor publie ces chansons, placées dans un tout autre ordre, dans un E.P. en Allemagne de l'Ouest et dans plusieurs autres pays sous le titre Tony Sheridan With The Beatles – My Bonnie, arborant une toute nouvelle pochette,. Ces quatre chansons seront incluses dans un 33 tours de Polydor  compilant des chansons d'autres artistes, intitulé Let's do the... (LPHM 46422) en février 1964. Une troisième édition française, sortie le 10 juillet 1964 intitulée Moto party, combine les quatre chansons de Mister Twist avec des titres de Jacques Denjean, des Shakers (en) et des Players.
Un second super 45 tours français, arborant une pochette « microphone » similaire effectuée par le même photographe, possédant les chansons Ain't She Sweet, If You Love Me Baby (titre erroné de Take Out Some Insurance), Nobody's Child et Sweet Georgia Brown est publié fin 1964 (Polydor 21 965). Cette dernière chanson a été enregistrée le 24 mai 1962 lors d'une seconde et ultime séance du groupe à Hambourg. En mai 1964, les huit chansons de ces deux disques seront publiés dans un album au format 33 tours 25cm sous le titre Les Beatles illustré de perruques et de vestons accrochées sur un portemanteau. Toutes ces éditions sont aujourd'hui des pièces de collections rarissimes.
Les huit chansons enregistrées par les Beatles à Hambourg seront compilées en Allemagne de l'Ouest  en 1964 sur une collection augmentée intitulée The Beatles' First ! et éditée subséquemment dans plusieurs autres pays dont la France en 1969.

## La liste des chansons
Les détails tels qu'inscrits sur l'étiquette d'origine.

| 1. | When the Saints  | Sheridan                       | Tony Sheridan | 3:18 |
| 2. | Cry for a Shadow | G. Harrisson [sic] - J. Lennon | Instrumental  | 2:26 |

| 3. | My Bonnie | Sheridan - Bertie | Tony Sheridan | 2:58 |
| 4. | Why       | Sheridan          | Tony Sheridan | 2:50 |